# Die Lichter von Bullet Park
Die Lichter von Bullet Park (englischer Originaltitel: Bullet Park) ist ein 1969 veröffentlichter Roman des US-amerikanischen Schriftstellers John Cheever. Mit seiner Schilderung des Lebens in den amerikanischen Vorstädten und des Scheiterns des American Dream übt das Buch bis heute Einfluss auf Literatur und Kultur aus, zuletzt etwa auf die erfolgreiche US-Serie Mad Men.

## Inhalt
Der erste Teil des Buches beschreibt das Leben im fiktiven New Yorker Vorort Bullet Park am Beispiel des Familienvaters Eliot Nailles, dessen Leben einem routinierten Gang folgt, und von episodenhaft erzählten Konfrontationen mit seiner Familie oder dem Umgang mit seiner Tablettensucht unterbrochen wird. Nur beiläufig kennt er seinen neuen Nachbarn Paul Hammer, dessen Lebensgeschichte im zweiten Teil des Buches geschildert wird: von der Geburt als uneheliches Kind einer Sekretärin, über den zunehmenden Verfall durch seine Alkoholsucht – bis zu dem Entschluss, nach Bullet Park zu ziehen und Eliot Nailles (bzw. später Nailles’ Sohn Tony) in der Kirche zu ermorden: "Wie er erklärte, wollte er mit dieser Tat die Welt aufrütteln." Der dritte Teil endet mit der Vereitlung des Ritualmords, Hammers Einweisung ins Krankenhaus für geisteskranke Kriminelle und der Wiederaufnahme der gewohnten Routine in Bullet Park.

## Deutschsprachige Veröffentlichungen
In der Übersetzung von Kurt Wagenseil und unter dem Titel Die Bürger von Bullet Park erschien die erste deutsche Ausgabe 1972 im Rowohlt-Verlag, im selben Jahr als Lizenzausgabe auch im DDR-Verlag Volk und Welt.
2011 veröffentlichte der DuMont-Buchverlag das Buch als Die Lichter von Bullet Park, neu übersetzt von Thomas Gunkel.

## Rezeption
"Eine meisterliche, bizarr-böse Abrechnung mit der amerikanischen Traum-Verlogenheit." Stern
"Wenn ein Buch wie dieses vierzig Jahre übersteht, uns lachen und traurig macht und sich immer noch flüssig weglesen lässt, spricht das für das Formvermögen des Autors [...]" Frankfurter Allgemeine Zeitung
"Mit sprachlicher Brillanz und abgründigem Witz ist dem 1982 verstorbenen Autor eine packende Gesellschaftssatire gelungen." Westdeutsche Allgemeine Zeitung
Die Zitate beziehen sich auf die DuMont-Neuauflage aus dem Jahr 2011.